# (5660) 1974 MA
(5660) 1974 MA es un asteroide que forma parte de los asteroides Apolo descubierto el 26 de junio de 1974 por Charles Thomas Kowal desde el Observatorio del Monte Palomar, Estados Unidos.

## Designación y nombre
Designado provisionalmente como 1974 MA.

## Características orbitales
1974 MA está situado a una distancia media del Sol de 1,785 ua, pudiendo alejarse hasta 3,146 ua y acercarse hasta ,4247 ua. Su excentricidad es 0,762 y la inclinación orbital 38,11 grados. Emplea 871,582 días en completar una órbita alrededor del Sol.

## Características físicas
La magnitud absoluta de 1974 MA es 15,4. Está asignado al tipo espectral Q según la clasificación SMASSII.